# Stannane
Ne doit pas être confondu avec Stannate.
Le stannane est le composé chimique de formule SnH4. C'est le plus simple des hydrures d'étain, analogue du germane GeH4, du silane SiH4 et du méthane CH4. C'est aussi le nom générique des alcanes stannés. On peut le préparer à partir de SnCl4 réduit par LiAlH4.
Le stannane se décompose lentement à température ambiante pour donner de l'étain métallique en libérant de l'hydrogène. Il s'enflamme au contact de l'air.

## Hydrures apparentés
- Silane SiH4
- Germane GeH4
- Plombane PbH4